# Landeselternvertretung baden-württembergischer Kindertageseinrichtungen
Die Landeselternvertretung baden-württembergischer Kindertageseinrichtungen (LEBK-BW) ist die anerkannte landesweite Vertretung der Eltern mit Kindern in einer Einrichtung der Kindertagesbetreuung oder Kindertagespflege im Sinne des §1 des Kindertagesbetreuungsgesetzes Baden-Württemberg (KiTaG). Die Landeselternvertretung vertritt die Interessen von Kindern und Familien nach Förderung in Tageseinrichtungen und in der Kindertagespflege nach §24 SGB VIII und setzt sich für die Erfüllung des Rechtsanspruchs und die Qualität der frühkindlichen Bildung und Betreuung ein.

## Rechtsgrundlage
Das KiTaG Baden-Württemberg erlaubt es in §5 (2) „Elternbeiräten [...] sich örtlich und überörtlich sowie landesweit zu Gesamtelternbeiräten zusammenschließen“.
§6 (4) der Richtlinien des Kultusministeriums und des Ministeriums für Arbeit und Soziales über die Bildung und Aufgaben der Elternbeiräte nach § 5 des Kindertagesbetreuungsgesetzes regelt, dass „Elternbeiräte mehrerer Einrichtungen eines Trägers oder auf dem Gebiet einer Gemeinde [...] sich zu einem Gesamtelternbeirat zusammenschließen“ können.
Organisation und Arbeit der Landeselternvertretung sind in der Satzung geregelt.
Anders als für den Landeselternbeirat der Schulen sind Arbeit und Mitwirkungsrechte der Landeselternvertretung der Kindertageseinrichtungen bisher nicht im Landesrecht verankert. Im Koalitionsvertrag von Bündnis 90/Grüne und CDU vom 5. Mai 2021 haben die Koalitionspartner die Institutionalisierung der LEBK-BW im KiTaG festgeschrieben.

## Organisation und Struktur
Die LEBK-BW vertritt die Kinder und Eltern in der Kindertagesbetreuung und Kindertagespflege in Baden-Württemberg auf Landesebene. Sie arbeitet hierzu mit dem Ministerium für Kultus, Jugend und Sport Baden-Württemberg, den kommunalen Spitzenverbänden (Städtetag Baden-Württemberg, Gemeindetag Baden-Württemberg, Landkreistag Baden-Württemberg), dem Kommunalverband für Jugend und Soziales Baden-Württemberg, den Verbänden der Träger (u. a. der 4-Kirchen-Konferenz, dem Paritätischen Wohlfahrtsverband, dem Deutschen Kitaverband, der Arbeiterwohlfahrt u. a.), den pädagogischen Fachverbänden, Gewerkschaften und Berufsverbänden sowie den im Landtag von Baden-Württemberg vertretenen Fraktionen zusammen. Weitere Kooperationen bestehen mit Gremien und Institutionen der frühkindlichen Bildung, bspw. dem Forum Frühkindliche Bildung (FFB-BW). Die LEBK-BW hat einen Sitz in der Lenkungsgruppe zur Weiterentwicklung des Orientierungsplans für Baden-Württemberg.
Die LEBK-BW ist mit den Gesamtelternbeiräten intensiv über soziale Medien vernetzt.
Die LEBK-BW ist seit 2020 Mitglied der Bundeselternvertretung der Kinder in Kindertageseinrichtungen und Kindertagespflege (BEVKi).

### LEBK-BW-Versammlung
Die LEBK-Versammlung ist das beschlussfassende Organ der Landeselternvertretung. Stimmberechtigt sind die jeweils benannten Vertreter der gewählten Gesamtelternbeiräte der Kitas in den Städten und Gemeinden in Baden-Württemberg. Die Aufgaben der LEBK-BW Versammlung sind in der Satzung verankert:
- Die Entgegennahme des Rechenschafts- und Finanzberichts und Entlastung des LEBK-BW-Vorstands
- Die Beschlussfassung über Änderungen der Satzung
- Die Beschlussfassung über strategische und inhaltliche Themen
- Die Wahl des LEBK-BW-Vorstands
- Die jährliche Festsetzung eines Finanzierungsbeitrags der GEB-Kitas für die LEBK-BW, der sich an den finanziellen Möglichkeiten der einzelnen GEB-Kitas orientiert.

Die LEBK-BW Versammlung findet mindestens einmal im Kindergartenjahr statt.

### Vorstand
Der Vorstand der LEBK-BW wird von der LEBK-BW Versammlung für eine Amtszeit von zwei Jahren gewählt. Der Vorstand umfasst mindestens drei und höchstens zehn Vorstandsmitglieder. Er führt die laufenden Geschäfte der Landeselternvertretung und übt die Vertretung auf Landesebene aus. Die Vorstandsmitglieder arbeiten ehrenamtlich.
Der aktuelle Vorstand besteht seit der Vollversammlung am 29. Juni 2023 aus den wiedergewählten Mitgliedern Franziska Braun (Baiersbronn), Heike Kempe (Konstanz), Stéphane Lacalmette (Filderstadt), Christian Ledinger (Freiburg), Maria Tiede (Tübingen). Neu in den Vorstand gewählt wurden Julia Fischer (Horb am Neckar), Claudius Jähnsch (Mössingen), Dessins Muth (Bad Friedrichshall), Lisa Neubauer (Stockach) und Gaby Schlenker. Die Gründungsvorstände Juliane Behn (Reutlingen), Anne Henchen (Tübingen), Claus Mellinger (Reutlingen) und Oliver Ruhmann (Stuttgart), sowie Jürgen Pfadt (Leonberg) hatten sich nicht mehr zur Wahl gestellt.

## Entstehung der LEBK-BW
Bis 2020 existierte in Baden-Württemberg keine formale Landeselternvertretung im Bereich des §1 KiTaG. Am 13. März 2020 verkündete die Landesregierung von Baden-Württemberg im Zuge der weltweiten Corona-Pandemie die Schließung aller Schulen und Kindertageseinrichtungen ab dem 17. März 2020, vorläufig bis zu den Osterferien. Als die Coronamaßnahmen nach den Osterferien in immer mehr Bereichen des öffentlichen Lebens gelockert wurden, blieben die Einschränkungen für Kitas und Schulen weiterhin bestehen bzw. wurden nur in kleinen Schritten zurückgenommen. Um die Interessen von Kindern und Familien in der politischen Debatte zu bündeln und zu verstärken, schlossen sich Mitglieder der Gesamtelternbeiräte in Stuttgart, Freiburg, Reutlingen, Tübingen, Singen, Radolfzell und Filderstadt zusammen.  Ihr Ziel war es, eine landesweite Elternvertretung zu konstituieren. Am 25. Mai gaben sie öffentlich die Gründung der Landeselternvertretung baden-Württembergischer Kindertageseinrichtungen bekannt.
Am 5. Juni vertrat die LEBK-BW erstmals die Eltern und Kinder beim runden Tisch des Kultusministeriums mit Vertretern der Landesregierung, der kommunalen Spitzenverbände, der Trägerverbände, Gewerkschaften und des KVJS. In der Folge war die LEBK-BW an der Ausarbeitung und Diskussion der Öffnung der Kitas im Regelbetrieb unter Pandemiebedingungen beteiligt. Die LEBK-BW stand eng mit den örtlichen Gesamtelternbeiräten in Verbindung und konnte deren Erfahrungen in die Diskussion auf Landesebene einbringen.
Schon kurz nach der Gründung fand die LEBK-BW ein starkes Echo in Presse und Medien.
Am 26. Juni fand ein Treffen mit dem Ministerialdirektor im Kultusministerium, Michael Föll, statt, in dem die Zusammenarbeit vereinbart wurde. Am 25. September fand ein erstes Treffen mit der Ministerin für Kultus, Jugend und Sport, Susanne Eisenmann, statt. In der Folge fanden erste Gespräche über eine gesetzliche Verankerung der Landeselternvertretung mit dem Kultusministerium statt.
Am 24. Februar 2021 fand die erste LEBK-BW Versammlung statt, zu der Vertreter von rund 60 Gesamtelternbeiräten eingeladen waren. Die Versammlung beschloss die Satzung der LEBK-BW und wählte den ersten ordentlichen Vorstand.
Nach der Landtagswahl 2021 haben Bündnis 90/Die Grünen und CDU die Institutionalisierung der Landeselternvertretung im Kitagesetz in ihren gemeinsamen Koalitionsvertrag aufgenommen.

## Ziele und Positionen
Die LEBK-BW setzt sich für eine gesetzlich legitimierte Landeselternvertretung ein. Sie strebt eine aktive Elternschaft in Kindertagesstätten und Kindertagespflege an.  Ziel ist es, Elternvertreter in Baden-Württemberg zusammenzubringen. Die LEBK-BW setzt sich dafür ein, dass Eltern und Fachkräfte eine Bildungs- und Erziehungspartnerschaft miteinander eingehen und täglich leben können. Die LEBK-BW will Eltern aktivieren und aufklären, informieren, beraten und vernetzen.
Die LEBK-BW hält im Rahmen ihrer übergreifenden Aufgaben enge Kontakte zu den Gesamtelternbeiräten der einzelnen Gemeinden und Städte, zu den Trägern der Tageseinrichtungen, den zuständigen Behörden, Institutionen und Verbänden, um die Verwirklichung einer aktiven Bildungs- und Erziehungspartnerschaft in den Tageseinrichtungen und der Tagespflege zu fördern.

### Politische Ziele
Die LEBK-BW wirkt  darauf hin, die frühkindliche Bildung und Betreuung in Baden-Württemberg auf dem in den letzten Jahren erreichten qualitativen Niveau abzusichern und bedarfsgerecht weiterzuentwickeln. In ihrem Programm zur Landtagswahl 2021 hat die LEBK-BW sieben Kernfelder eingebracht, in denen sie Landesregierung, kommunale Spitzenverbände, Träger und Politik in der Verpflichtung zum Handeln sieht:
- Frühkindliche Bildung als eigenständige Säule im Bildungssystem stärken und weiterentwickeln
- Qualität sicherstellen und Orientierungsplan weiterentwickeln
- Ressourcen in der Kultusverwaltung für die frühkindliche Bildung ausbauen und Kompetenzen stärken
- Pädagogische Fachkräfte stärken und Fachkräftemangel bekämpfen
- Rechtsanspruch erfüllen, Platzausbau bedarfsgerecht finanzieren
- Teilhabe der Eltern sicherstellen
- Masterplan für die Entwicklung der frühkindlichen Bildung implementieren

### Politische Positionen

#### Corona-Pandemie
Während des ersten Lockdowns und in der Folge kritisierte die LEBK-BW immer wieder die Kommunikation der Landesregierung in der Pandemie, die relevante Änderungen in den Corona-Verordnungen erst kurz vor Inkrafttreten kommunizierte und die Umsetzung vor Ort erschwerte. Lockerungen konnten aus Sicht der LEBK-BW vor Ort organisatorisch oft nur mit Verzögerung umgesetzt werden, was zu Lasten der Kinder und Familien ging.
Im Herbst 2020 legte die LEBK unter den Vorzeichen eines zweiten Lockdowns ein Konzept für einen verantwortungsvollen Kitabetrieb vor, um eine erneute Schließung der Einrichtungen zu vermeiden. Dies beinhaltete u. a. ein Testkonzept, ein Frühwarnsystem (Monitoring), klare Kommunikationsstrukturen u. a. Die LEBK-BW sprach sich für den Weiterbetrieb der Kitas aus. Bei der folgenden Schließung der Bildungseinrichtungen stellte sich die LEBK-BW hinter die Entscheidung der Landesregierung, eine weitreichende Regelung für die Notbetreuung zu erlauben.
Im August 2021 legte die LEBK-BW gemeinsamen mit dem Deutschen Kitaverband ein Konzept für einen Stufenplan vor, der einen weitgehenden Normalbetrieb der Kitas ohne Einschränkungen für die Kinder ermöglichen sollte.

#### Fachkräfte- und Platzmangel
Aufgrund des zunehmenden Personalmangels in den Kindertageseinrichtungen positionierte sich die LEBK-BW schon 2021 mit der Forderung nach einem gemeinsamen Prozess aller Verantwortlichen und Beteiligten, um eine gemeinsame Vision für die Kindertagesbetreuung zu entwerfen und einen Aktionsplan zu vereinbaren (Kitagipfel). In der Folge setzte das Ministerium für Kultus. Jugend und Sport Baden-Württemberg sechs interdisziplinäre Arbeitsgruppen auf, die in unterschiedlichen Arbeitsfeldern Lösungen für die Fachkräfteentwicklung und gegen den Personalmangel erarbeiten sollten. Die LEBK-BW war an allen Arbeitsgruppen beteiligt.
2022 sprach sich die LEBK-BW für eine Beendigung der Ausnahmeregelungen in der Pandemiephase bei der Überschreitung der Gruppengrößen und der Absenkung des Personalschlüssels aus. Stattdessen plädierte sie für die Unterstützung der Fachkräfte in den Einrichtungen durch zusätzliches Personal für Verwaltung oder Hauswirtschaft, um die Arbeitssituation der Fachkräfte zu verbessern. Dabei widersprach die LEBK-BW den Forderungen der kommunalen Spitzenverbände, weiterreichende Ausnahmeregelungen bei Personalschlüssel und Gruppengrößen zu erlauben. Als Grund führte die LEBK-BW an, dass durch eine weitere Verschlechterung der Arbeitsbedingungen die Fluktuation der Fachkräfte verstärkt würde und ein weiterer Verlust von Betreuungsplätzen die Folge sei.
Nachdem der Ländermonitor frühkindliche Bildungssysteme der Bertelsmann-Stiftung Baden-Württemberg erneut einen dramatischen Platz- und Fachkräftemangel bescheinigte, bekräftigte die LEBK-BW ihre Forderung nach einem landesweiten Kitagipfel. Gleichzeitig widersprach sie der Forderung der kommunalen Spitzenverbände, zur Behebung des Platzmangels die Größe der Kitagruppen aufzustocken und den Personalschlüssel abzusenken. Dabei stützte sie ihre Argumentation u. a. auf dem gemeinsamen Appell einer Gruppe von Wissenschaftlern um Prof. Dr. Klaus Fröhlich-Gildhoff, die konkrete Lösungen für die Krise der frühkindlichen Bildung vorlegten. Im Interview mit dem SWR am 19. Oktober 2022 bekräftigte Anette Stein von der Bertelsmann-Stiftung die Position, dass ein schlechterer Personalschlüssel der Qualität und der Entwicklung der Kinder schade. Sie mahnte für die Fachkräfte eine verbindliche Strategie an, die ihnen eine Perspektive aufzeige und das Berufsfeld attraktiv mache. Politik, Praxis und Eltern sehe sie in der Pflicht, gemeinsam die Aufgaben der Kitas zu definieren und Prioritäten zu setzen, um einen Kollaps der Kitas zu verhindern. Damit bestätigte Stein die Position der LEBK-BW.

#### Bundesprogramm Sprachkita
2022 beteiligte sich die LEBK-BW am Aktionsbündnis Sprachkitas retten, um für eine Fortsetzung der Finanzierung des Bundesprogramms Sprachkita – weil Sprache der Schlüssel zur Welt ist. Am 19. Oktober 2022 war die LEBK-BW zusammen mit den Gewerkschaften ver.di und GEW Veranstalterin einer Kundgebung zum bundesweiten Aktionstag Sprachkitas retten. Hier kritisierte die Landeselternvertretung vor allem im Zusammenhang mit den erst kürzlich bekanntgewordenen Ergebnissen des IQB-Bildungstrends für Baden-Württemberg die fehlende Bereitschaft des Landes zur Übernahme der Weiterfinanzierung der Sprachkitas.